# Jonas Schmidt-Chanasit

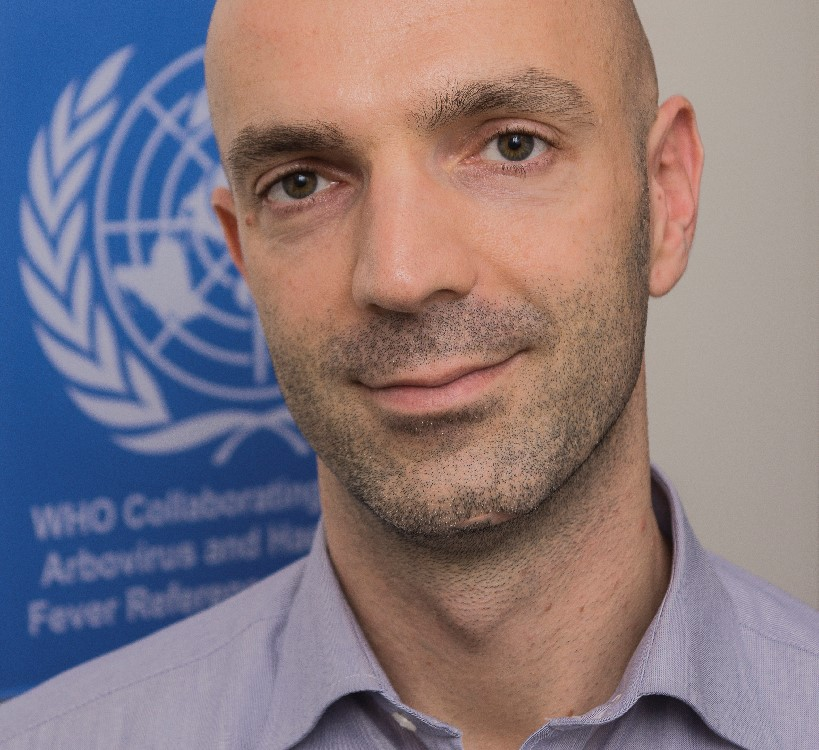
Jonas Schmidt-Chanasit, 2014

Jonas Schmidt-Chanasit (* 25. März 1979 in Ost-Berlin) ist ein deutscher Virologe und Hochschullehrer an der Universität Hamburg. Er wurde einer breiten Öffentlichkeit durch seine medialen Auftritte während der Ebolavirus-Epidemie, Zikavirus-Epidemie und COVID-19-Pandemie bekannt.

## Leben und Wirken
Nach seinem Abitur am Erich-Fried-Gymnasium in Berlin-Friedrichshain studierte Schmidt-Chanasit zwischen 2000 und 2006 Humanmedizin an der Charité in Berlin und wurde 2006 mit der Dissertation Entwicklung und Validierung serologischer Testverfahren zum Nachweis importierter Hantavirusinfektionen zum Dr. med. promoviert. Während der Erarbeitung der Dissertation war er als Gastwissenschaftler an der Kasetsart-Universität in Bangkok tätig. Anschließend arbeitete er als Postdoktorand unter Hans Wilhelm Doerr am Institut für Medizinische Virologie der Johann Wolfgang Goethe-Universität in Frankfurt am Main und habilitierte sich dort 2010 im Fach Virologie. Seit 2010 leitet er gemeinsam mit Stephan Günther das Kooperationszentrum der WHO für Arboviren und hämorrhagische Fieberviren am Bernhard-Nocht-Institut für Tropenmedizin in Hamburg. Nach Rufen an die Universitäten Greifswald und Frankfurt am Main ist er seit 2018 Inhaber des Lehrstuhls für Arbovirologie an der Universität Hamburg. Schmidt-Chanasit ist Autor oder Co-Autor von mehr als 250 wissenschaftlichen Veröffentlichungen.
Schmidt-Chanasit ist Flottenarzt der Reserve in der Bundeswehr.
Schmidt-Chanasit ist verheiratet, Vater eines Sohnes und einer Tochter und lebt mit seiner Familie in Berlin und Bangkok in Thailand.
Schmidt-Chanasit ist Vorstandsmitglied in der Hamburger Gesellschaft für Thaiistik an der Universität Hamburg. Dort gibt es am Asien-Afrika-Institut eine Abteilung für Thaiistik.

## Forschungsschwerpunkte
Die von Schmidt-Chanasit geleiteten Forschungsgruppen befassen sich mit Emerging und Re-Emerging Viruses (z. B. Ebola-Virus, Borna-Virus, Zika-Virus, Chikungunya-Virus oder Usutu-Virus). Ein Schwerpunkt liegt dabei auf den durch Stechmücken und andere saugstechende Gliederfüßer übertragenen Viren (Arboviren). Insbesondere wird die Interaktion zwischen Arboviren und ihren Vektoren erforscht und wie diese die Virusevolution beeinflusst. Darüber hinaus werden in den Forschungsgruppen Modelle entwickelt, um Arbovirus-Epidemien besser vorhersagen zu können. Das in den DACH-Ländern verbreitete FSME-Virus gehört ebenfalls zu seinen Forschungsgebieten.

## Medienpräsenz
Während bedeutsamer Gesundheitskrisen (z. B. lokale Ausbrüche von Krankheitserregern, Epidemien) im In- und Ausland ist der Virologe in deutschen Medien immer wieder als Gesprächspartner gefragt: Nach dem Beginn der Ebola-Epidemie in Westafrika im Jahr 2014 ordnete er zum Beispiel das Ausbreitungsrisiko für Europa in einem Interview mit der Deutschen Welle ein. Die Gefahr, dass sich das Ebola-Virus ähnlich dem Grippevirus über Kontinente ausbreite, bestand seiner Ansicht nach damals nicht: „Die Erkrankung ist viel schwerwiegender als bei der Influenza. Erkrankte werden sehr schnell auffällig, weil sie eine schwere Symptomatik haben.“ Im Gespräch mit tagesschau.de gab Schmidt-Chanasit auch eine Einschätzung zum Stand der Ebola-Impfstoffentwicklung: Es gebe Fortschritte, jedoch käme der Impfstoff für die aktuelle Epidemie zu spät. Allgemein nehme die Ansteckungsgefahr neu importierter, auf Menschen übertragbarer Viren zu, „weil der Mensch immer stärker mit Wildtieren in Berührung kommt, die solche Viren auf Menschen übertragen können.“
Im Vorfeld der Fußball-Weltmeisterschaft 2014 in Brasilien riet Schmidt-Chanasit den Fans, sich zum Schutz vor Denguefieber an den Spielorten der deutschen Nationalmannschaft im Nordosten Brasiliens nicht zu lange aufzuhalten. Aufgrund der Trockenheit in dem Jahr habe sich die jährliche Denguefieber-Saison in den Zeitraum der WM verschoben, warnte der Experte.
Als die Weltgesundheitsorganisation (WHO) vor den Olympischen Sommerspielen in Rio de Janeiro 2016 aufgrund vermehrter Zikavirus-Infektionen in Brasilien den globalen Gesundheitsnotstand ausrief, bewertete Schmidt-Chanasit die Situation und sprach sich gegen eine Absage der Veranstaltung aus. Im Deutschlandfunk warnte er im Januar 2016 davor, dass es im Spätsommer durchaus denkbar sei, dass Reiserückkehrer das Virus nach Deutschland bringen könnten, jedoch werde es keinen großen Ausbruch geben wie in Südamerika.
Auch während der weltweiten COVID-19-Pandemie war der Virologe ein häufiger Gesprächspartner der deutschen Medien. Nach damaliger Einschätzung des Virologen sollte ein Impfstoff, mit dem die Pandemie gestoppt werden könnte, 2020 nicht bereitgestellt werden können. Medikamente könnten „wesentlich schneller“ verfügbar sein, wenn unter den bereits zur Behandlung anderer Erkrankungen zugelassenen Medikamente welche gefunden würden, die auch gegen das neue Coronavirus wirkten. Solange Medikamente und Impfstoff fehlten, käme es zu einer „langsamen Durchseuchung der Bevölkerung“. „Ein hundertprozentiger Schutz nützt niemandem“, sagte er Ende März 2020 in einem Gespräch mit den Tagesthemen, und stattdessen müssten Infektionen in einem für das Gesundheitssystem verkraftbaren Tempo stattfinden. Gefährdete Menschen müssten allerdings besonders geschützt werden.
Für die Wirksamkeit einer flächendeckenden allgemeinen Maskenpflicht in Deutschland sah Schmidt-Chanasit dabei Ende März 2020 noch keinen wissenschaftlichen Beleg. Der Virologe äußerte zudem die Sorge, dass Masken viele Träger von „wichtigen Maßnahmen wie der Einhaltung von Hygiene und dem Abstandwahren“ ablenken könnten, und dass Krankenhäuser, Arztpraxen und Pflegeeinrichtungen nicht ausreichend mit Masken versorgt werden könnten.
Im November 2021 äußerte er sich kritisch zur Abschaffung der kostenlosen Tests. 2G gebe eine „Scheinsicherheit“, erklärte er.

## Auszeichnungen und Ehrungen
- 2004 Zondek Prize, Charité Universitätsmedizin[23]
- 2007 Roche-Prophac Award, Roche Diagnostics
- 2014 Wissenschaftspreis „Klinische Virologie“, Deutschen Vereinigung zur Bekämpfung der Viruskrankheiten und Gesellschaft für Virologie[24]